# Interpret Europe
Interpret Europe – European Association for Heritage Interpretation är en internationell medlemsorganisation. Sedan 2010 är Interpret Europe registrerad som välgörenhetsorganisation i Tyskland. Medlemmarna är föreningar, institutioner, företag och enskilda personer. Runt 90 % av medlemmarna är från Europa.

## Bakgrund
Naturvägledning och interpretation om natur- och kulturarv (heritage interpretation på engelska) utvecklades i USA:s nationalparker under första halvan av 1900-talet och definierades av Freeman Tilden 1957. I Storbritannien bildades 1975 Society for the Interpretation of Britain’s Heritage som den första nationella organisationen i Europa.  Interpret Europe startade som ett öppet nätverk år 2000. Organisationen bildades formellt 14 juli 2010 i Slovenien.

## Organisation
Interpret Europe arbetar genom ett tvådelat system med en exekutiv styrelse och en övervakningskommitté. Styrelsen har hand om organisationen och består av minst två medlemmarmed rätt att agera som juridiska ombud för organisationen. Styrelsen utses av en övervakningskommitté, som består av tre till nio medlemmar. Övervakningskommittén väljs av generalförsamlingen som måste godkänna de aktiviteter som utförs av både styrelsen och övervakningskommittén.

## Mål
Interpret Europe främjar forskning och verksamheter inom naturvägledning och interpretation om natur- och kulturarv.
Naturvägledning och interpretation om natur- och kulturarv är ett icke-formellt förhållningssätt till kommunikation som uppmuntrar människor att finna betydelser som natur- och kulturarv erbjuder dem genom förstahands-upplevelser av natur- och kulturarv genom besöksmål, objekt eller evenemang. Det är en världsomspännande approach som är spridd över hela världen. Den används mest i skyddade områden, vid monument, på museer och på djurparker och botaniska trädgårdar. Interpret Europe framhåller sig som en europeiska plattform för samarbete och utbyte för dessa aktörer, liksom för universitet där man lär ut om naturvägledning och interpretation om natur- och kulturarv.

## Aktiviteter
Interpret Europe anordnar konferenser och utbildningsaktiviteter samt deltar i internationella projekt.
Konferenserna består vanligtvis av upp till 100 presentationer, workshops och studiebesök och de flesta av konferensdeltagarna bidrar till innehållet. Interpret Europes konferenser har hållits i Tyskland (2011), Italien (2012), Sverige (2013), Kroatien (2014) och Polen (2015). 2016 års Interpret Europe-konferens hölls i belgiska Mechelen med temat "Heritage Interpretation – for the Future of Europe" och ägnades åt frågan om hur upplevelser och besök vid historiska besöksmål bidrar till lärande om mänskliga rättigheter, aktivt medborgarskap och fred.
Utbildningsaktiviteter erbjuds på olika språk och fokuserar för närvarande på att utbilda guider och guideutbildare vid besöksmål som museer och områden med skyddad natur.
De internationella projekten fokuserar på ett antal ämnesområden, som till exempel framtagandet av europeiska kvalitetskriterier (LEADER “Transinterpret” Project, Leonardo “TOPAS” Project), utveckling av utbildningar och fortbildningskurser (Leonardo “HeriQ” Project) samt arbete med specifika målgrupper (Grundtvig “HISA” Project) och handlar om förhållningssätt till kompetensbaserat lärande (Leonardo “IOEH” Project, Grundtvig “InHerit” Project).

## Samarbeten
Interpret Europe ingår i en global allians och samarbetar med organisationer som National Association for Interpretation (USA), Interpretation Canada, Interpretation Australia samt andra nätverk och initiativ. I Europa ingår Interpret Europe i samarbetsprojekt med Association for Heritage Interpretation (Storbritannien) och Sdružení pro interpretaci místního dědictví (Tjeckien). Interpret Europe har också haft kunskaps- och erfarenhetsutbyten med Asociación para la Interpretación del Patrimonio (Spanien) och Associação de Interpretação do Património Natural e Cultural (Portugal). Interpret Europe stödjer bildandet av ytterligare nationella föreningar i Europa. I Sverige samarbetar Interpret Europe med till exempel Centrum för naturvägledning (CNV) vid SLU.